# Rådom
Rådom is een plaats in de gemeente Sollefteå in het landschap Ångermanland en de provincie Västernorrlands län in Zweden. De plaats heeft 59 inwoners (2005) en een oppervlakte van 21 hectare. De plaats ligt aan het meer Helgumssjön.

## Verkeer en vervoer
Bij de plaats loopt de Länsväg 331.